# Virginia Andreini
Virginia Andreini, née Virginia Ramponi le 1er janvier 1583 et surnommée Florinda est une cantatrice italienne.
Elle épouse à 18 ans Giovanni Battista Andreini (1579-1654), acteur et auteur dramatique. Florinda est le nom de l'héroïne d'une œuvre de son mari.
En 1608, elle remplace au pied levé Caterina Martinelli qui vient de décéder, et remporte un triomphe dans le rôle d'Arianna de Monteverdi. Elle participe à deux tournées parisiennes en 1613-14 et 1620-24 avec la troupe des Fedeli.
Elle meurt en 1628 lors d'une tournée à Vienne selon les uns, en 1630 de la peste à Bologne selon les autres.